# アザーカー
アザーカー（other car）とはモブキャラクターの一種で、レースゲームやドライブゲームにおいて、コース上を走行しているプレイヤー以外の車両のことを指す。
Wikipedia日本語版および本項においては、レースとは直接関係ない一般車両（乗用車、バス、トラックなど）を指してアザーカーと表しているが、この意味合いで使う場合は、明らかな和製英語なので文脈の解釈に注意を要する。英語において同様の文脈で言い表す場合は「Traffic car/vehicle」を用いるのが一般的である。

## 概要
2000年代以降のゲーム作品では、実在または架空の公道（市街地、峠、首都高など）を舞台とした作品に登場するレースとは無関係な一般車両を指してアザーカーとする場合が多く、この場合「公道だからレースに参加しない一般車も当然走っている」という発想から生まれた演出で、プレイヤーカーやライバルカーと比べて速度が遅いため、レースをする上での障害物となる。これはクローズドなコース（サーキットなど）でレースを行うならば、本来存在し得ないものである。
なお、メーカーから許可を得て実在する車両の名を用いたレースゲームの中で、特にホンダは扱いに厳しく、公道を違法に走行する演出としてアザーカーを登場させている作品に対しては、原則として車両の許諾を行っていなかった。ただし公道が舞台であっても、アザーカーが走行しないよう封鎖されたコースを使用する作品には許諾をしている。
これは、『首都高バトル』シリーズの発売元である元気が『首都高バトル01』以降のシリーズにて実名で登場させる許諾を得ようした際に初めて浮上した問題であり、『湾岸ミッドナイト MAXIMUM TUNE』シリーズでも長らく許諾の出ない状態が続いて来たが、2016年12月稼働開始の『湾岸ミッドナイト MAXIMUM TUNE 5DX+』にて、"ドレスアップパーツ非対応"という形で初めてホンダ車が収録された。2012年に発売された『Forza Horizon』および以降の『Forza Horizon』シリーズはアザーカーの走行するオープンワールドが舞台となっているが、ホンダ車は収録されている。『ニード・フォー・スピード』シリーズでは、2015年に発売された『Need For Speed（2015）』以降の作品に、ホンダ車およびアキュラ車が収録されている。
また、『湾岸ミッドナイト MAXIMUM TUNE』や『ドリフトシティ』のように、隠しコマンドやアイテムの使用により、アザーカーをプレイヤーカーとして操縦できる機能を備えたゲームも存在する。
アザーカーの描写に関しては作品ごとでその対処が異なる。
- 『湾岸ミッドナイト MAXIMUM TUNE』の場合：実車を忠実に再現しており、隠しコマンドで登場させた車両に対してもカローラ（E120前期）、ハイエース（H100後期）等と、車種名が明記される。
- 『ドリフトシティ』の場合：プレイヤーカーとは対極的にあからさまに架空の車種であるという、リアルさを一切無視した描写になっている。多くの車両では、モデル車種の特定すら困難な簡易モデリングにとどまっている。

## アザーカーの登場するレース・ドライブゲーム（アーケード・家庭用）
- GTI CLUBシリーズ
- アウトランシリーズ
初期のシリーズにおける、プレイヤーの車はフェラーリ（をモデルとした車）でしかなかったが、『アウトラン2』から正式にライセンスを取得し、実名で登場している。
- クレイジータクシーシリーズ
プレイヤーは架空のタクシーを運転する。
- 救急車
上記同様プレイヤーは架空の救急車を運転する。ただしクレイジータクシーとは違い制限時間が患者の体力という設定のため接触すると制限時間が減ってしまう。
- 首都高バトルシリーズ
- スリルドライブシリーズ
ゲームの性質上、メーカーからの許可を得られる可能性が皆無とみられるため、メーカーや車名の実名は出ていない。
- ミッドナイトラン ロードファイター2、ワインディングヒート
スリルドライブシリーズと同様の理由で、実在のメーカーや社名は登場しない。
- ロードファイターズ
アザーカーはピンク色。
- チェイスH.Q.シリーズ（S.C.I.、スーパーチェイスクリミナルターミネーションも含む）
- ニード・フォー・スピードシリーズ
『Most Wanted』、『Carbon』、『Nitro』、『Hot Pursuit』にはホンダ車が登場していないが、『Underground』[注 6]、北米版『Underground2』[注 7]には登場している。『Most Wanted』のみ日産車が登場していない。およびクローズドサーキットが舞台の『ProStreet』、『Shift』、『Shift2 Unleashed』には登場している。また『Need For Speed (2015)』ではアザーカーが登場している中、アキュラ、ホンダ車が『Underground2』以来収録される。
- バーンアウトシリーズ
スリルドライブシリーズ、『ワインディングヒート』および『ミッドナイトラン ロードファイター2』と同様の理由で、実在のメーカーや社名は登場しない。
- ランナバウトシリーズ
シリーズによって差異はあるが、プレイヤーの運転する車は実在の車をモデルとしたものが多いようである。
- 湾岸ミッドナイト MAXIMUM TUNEシリーズ
- ミッドタウンマッドネスシリーズ
- ドリフトシティ[注 8]
- Forza Horizonシリーズ[2]
- マリオカートシリーズ
- 爆走デコトラ伝説
- 東京バス案内
- 全国デコトラ祭り
- トラック狂走曲
- エイティーン・ホイーラー
- グランド・セフト・オートシリーズ
- Saints Row
- THE 自動車教習所DS 〜原動機付自転車・普通自動二輪・大型自動二輪・普通自動車・普通自動車二種・中型自動車・大型自動車・大型自動車二種・大型特殊自動車・けん引〜
- THE 逃走ハイウェイ 〜名古屋-東京〜
- テストドライブ アンリミテッド
- THE タクシー 〜運転手は君だ〜